# Jonathan Guilmette
Jonathan Guilmette (Montreal, 18 augustus 1978) is een Canadees voormalig shorttracker.

## Carrière
Guilmette behaalde met het Canadese aflossingsteam goud op de 5000 meter aflossing tijdens de Olympische Winterspelen in Salt Lake City en zilver in 2006 in Turijn. Individueel won hij zilver op de Olympische 500 meter in Turijn. Zijn beste prestatie op een wereldkampioenschap is een vierde plaats in het eindklassement in 2001 en 2002 en daarnaast drie zilveren medailles op afstanden binnen het wereldkampioenschap (500 meter in 2001, 1500 meter in 2002 en 2004).

## Persoonlijke records
| Afstand    | Tijd     | Datum      | Baan    | Land |
| ---------- | -------- | ---------- | ------- | ---- |
| 500 meter  | 41,217   | 18-10-2003 | Calgary | CAN  |
| 1000 meter | 1.24,466 | 21-11-2004 | Calgary | CAN  |
| 1500 meter | 2.11,898 | 5-12-2003  | Peking  | CHN  |
| 3000 meter | 4.34,272 | 7-12-2003  | Peking  | CHN  |

Geraadpleegd op: 12/5/2007
1992: Kim, Lee, Mo, Song ·
1994: Carnino, Fagone, Herrnhof, Vuillermin ·
1998: Bédard, Campbell, Drolet, Gagnon ·
2002: Bédard, Gagnon, Guilmette, Tremblay, Turcotte ·
2006: Ahn, Lee, Seo, Song ·
2010: Bastille, Ch. Hamelin, F. Hamelin, Jean, Tremblay ·
2014: An, Grigorev, Jelistratov, Zacharov ·
2018: S. Liu, S.S. Liu, Knoch, Burján ·
2022: Ch. Hamelin, Dubois, Pierre-Gilles, Dion